# Höstdagjämningen
| Symbol för solstånd och dagjämningar | Tidpunkter för dagjämningarna och solstånden (UTC+00) | Tidpunkter för dagjämningarna och solstånden (UTC+00) | Tidpunkter för dagjämningarna och solstånden (UTC+00) | Tidpunkter för dagjämningarna och solstånden (UTC+00) | Tidpunkter för dagjämningarna och solstånden (UTC+00) | Tidpunkter för dagjämningarna och solstånden (UTC+00) | Tidpunkter för dagjämningarna och solstånden (UTC+00) | Tidpunkter för dagjämningarna och solstånden (UTC+00) | Tidpunkter för dagjämningarna och solstånden (UTC+00) |
| Symbol för solstånd och dagjämningar | Vårdagjämning Mars                                    | Vårdagjämning Mars                                    | Sommarsolstånd Juni                                   | Sommarsolstånd Juni                                   | Höstdagjämning September                              | Höstdagjämning September                              | Vintersolstånd December                               | Vintersolstånd December                               |                                                       |
| År | Dag                                                   | Tid                                                   | Dag                                                   | Tid                                                   | Dag                                                   | Tid                                                   | Dag                                                   | Tid                                                   |                                                       |
| --- | ----------------------------------------------------- | ----------------------------------------------------- | ----------------------------------------------------- | ----------------------------------------------------- | ----------------------------------------------------- | ----------------------------------------------------- | ----------------------------------------------------- | ----------------------------------------------------- | ----------------------------------------------------- |
| 2010 | 20                                                    | 17:32:13                                              | 21                                                    | 11:28:25                                              | 23                                                    | 03:09:02                                              | 21                                                    | 23:38:28                                              |                                                       |
| 2011 | 20                                                    | 23:21:44                                              | 21                                                    | 17:16:30                                              | 23                                                    | 09:04:38                                              | 22                                                    | 05:30:03                                              |                                                       |
| 2012 | 20                                                    | 05:14:25                                              | 20                                                    | 23:09:49                                              | 22                                                    | 14:49:59                                              | 21                                                    | 11:12:37                                              |                                                       |
| 2013 | 20                                                    | 11:02:55                                              | 21                                                    | 05:04:57                                              | 22                                                    | 20:44:08                                              | 21                                                    | 17:11:00                                              |                                                       |
| 2014 | 20                                                    | 16:57:05                                              | 21                                                    | 10:51:14                                              | 23                                                    | 02:29:05                                              | 21                                                    | 23:03:01                                              |                                                       |
| 2015 | 20                                                    | 22:45:09                                              | 21                                                    | 16:38:55                                              | 23                                                    | 08:20:33                                              | 22                                                    | 04:48:57                                              |                                                       |
| 2016 | 20                                                    | 04:30:11                                              | 20                                                    | 22:34:11                                              | 22                                                    | 14:21:07                                              | 21                                                    | 10:44:10                                              |                                                       |
| 2017 | 20                                                    | 10:28:38                                              | 21                                                    | 04:24:09                                              | 22                                                    | 20:02:48                                              | 21                                                    | 16:28:57                                              |                                                       |
| 2018 | 20                                                    | 16:15:27                                              | 21                                                    | 10:07:18                                              | 23                                                    | 01:54:05                                              | 21                                                    | 22:23:44                                              |                                                       |
| 2019 | 20                                                    | 21:58:25                                              | 21                                                    | 15:54:14                                              | 23                                                    | 07:50:10                                              | 22                                                    | 04:19:25                                              |                                                       |
| 2020 | 20                                                    | 03:50:36                                              | 20                                                    | 21:44:40                                              | 22                                                    | 13:31:38                                              | 21                                                    | 10:02:19                                              |                                                       |
| 2021 | 20                                                    | 09:37:27                                              | 21                                                    | 03:32:08                                              | 22                                                    | 19:21:03                                              | 21                                                    | 15:59:16                                              |                                                       |
| 2022 | 20                                                    | 15:33:23                                              | 21                                                    | 09:13:49                                              | 23                                                    | 01:03:40                                              | 21                                                    | 21:48:10                                              |                                                       |
| 2023 | 20                                                    | 21:24:24                                              | 21                                                    | 14:57:47                                              | 23                                                    | 06:49:56                                              | 22                                                    | 03:27:19                                              |                                                       |
| 2024 | 20                                                    | 03:06:21                                              | 20                                                    | 20:50:56                                              | 22                                                    | 12:43:36                                              | 21                                                    | 09:20:30                                              |                                                       |
| 2025 | 20                                                    | 09:01:25                                              | 21                                                    | 02:42:11                                              | 22                                                    | 18:19:16                                              | 21                                                    | 15:03:01                                              |                                                       |
| 2026 | 20                                                    | 14:45:53                                              | 21                                                    | 08:24:26                                              | 23                                                    | 00:05:08                                              | 21                                                    | 20:50:09                                              |                                                       |
| 2027 | 20                                                    | 20:24:36                                              | 21                                                    | 14:10:45                                              | 23                                                    | 06:01:38                                              | 22                                                    | 02:42:04                                              |                                                       |
| 2028 | 20                                                    | 02:17:02                                              | 20                                                    | 20:01:54                                              | 22                                                    | 11:45:12                                              | 21                                                    | 08:19:33                                              |                                                       |
| 2029 | 20                                                    | 08:01:52                                              | 21                                                    | 01:48:11                                              | 22                                                    | 17:38:23                                              | 21                                                    | 14:13:59                                              |                                                       |
| 2030 | 20                                                    | 13:51:58                                              | 21                                                    | 07:31:11                                              | 22                                                    | 23:26:46                                              | 21                                                    | 20:09:30                                              |                                                       |
| 2031 | 20                                                    | 19:40:51                                              | 21                                                    | 13:17:00                                              | 23                                                    | 05:15:10                                              | 22                                                    | 01:55:25                                              |                                                       |
| 2032 | 20                                                    | 01:21:45                                              | 20                                                    | 19:08:38                                              | 22                                                    | 11:10:44                                              | 21                                                    | 07:55:48                                              |                                                       |
| 2033 | 20                                                    | 07:22:35                                              | 21                                                    | 01:00:59                                              | 22                                                    | 16:51:31                                              | 21                                                    | 13:45:51                                              |                                                       |
| 2034 | 20                                                    | 13:17:20                                              | 21                                                    | 06:44:02                                              | 22                                                    | 22:39:25                                              | 21                                                    | 19:33:50                                              |                                                       |
| 2035 | 20                                                    | 19:02:34                                              | 21                                                    | 12:32:58                                              | 23                                                    | 04:38:46                                              | 22                                                    | 01:30:42                                              |                                                       |
| 2036 | 20                                                    | 01:02:40                                              | 20                                                    | 18:32:03                                              | 22                                                    | 10:23:09                                              | 21                                                    | 07:12:42                                              |                                                       |
| 2037 | 20                                                    | 06:50:05                                              | 21                                                    | 00:22:16                                              | 22                                                    | 16:12:54                                              | 21                                                    | 13:07:33                                              |                                                       |
| 2038 | 20                                                    | 12:40:27                                              | 21                                                    | 06:09:12                                              | 22                                                    | 22:02:05                                              | 21                                                    | 19:02:08                                              |                                                       |
| 2039 | 20                                                    | 18:31:50                                              | 21                                                    | 11:57:14                                              | 23                                                    | 03:49:25                                              | 22                                                    | 00:40:23                                              |                                                       |
| 2040 | 20                                                    | 00:11:29                                              | 20                                                    | 17:46:11                                              | 22                                                    | 09:44:43                                              | 21                                                    | 06:32:38                                              |                                                       |
| 2041 | 20                                                    | 06:06:36                                              | 20                                                    | 23:35:39                                              | 22                                                    | 15:26:21                                              | 21                                                    | 12:18:07                                              |                                                       |
| 2042 | 20                                                    | 11:53:06                                              | 21                                                    | 05:15:38                                              | 22                                                    | 21:11:20                                              | 21                                                    | 18:03:51                                              |                                                       |
| 2043 | 20                                                    | 17:27:34                                              | 21                                                    | 10:58:09                                              | 23                                                    | 03:06:43                                              | 22                                                    | 00:01:01                                              |                                                       |
| 2044 | 19                                                    | 23:20:20                                              | 20                                                    | 16:50:55                                              | 22                                                    | 08:47:39                                              | 21                                                    | 05:43:22                                              |                                                       |
| 2045 | 20                                                    | 05:07:24                                              | 20                                                    | 22:33:41                                              | 22                                                    | 14:32:42                                              | 21                                                    | 11:34:54                                              |                                                       |
| 2046 | 20                                                    | 10:57:38                                              | 21                                                    | 04:14:26                                              | 22                                                    | 20:21:31                                              | 21                                                    | 17:28:16                                              |                                                       |
| 2047 | 20                                                    | 16:52:26                                              | 21                                                    | 10:03:16                                              | 23                                                    | 02:07:52                                              | 21                                                    | 23:07:01                                              |                                                       |
| 2048 | 19                                                    | 22:33:37                                              | 20                                                    | 15:53:43                                              | 22                                                    | 08:00:26                                              | 21                                                    | 05:02:03                                              |                                                       |
| 2049 | 20                                                    | 04:28:24                                              | 20                                                    | 21:47:06                                              | 22                                                    | 13:42:24                                              | 21                                                    | 10:51:57                                              |                                                       |
| 2050 | 20                                                    | 10:19:22                                              | 21                                                    | 03:32:48                                              | 22                                                    | 19:28:18                                              | 21                                                    | 16:38:29                                              |                                                       |
| Källa: Earth's Seasons — Naval Oceanography Portal (engelska) och från 2021 Solstice and Equinox Table Courtesy of Fred Espenak, www.Astropixels.com (engelska) |                                                       |                                                       |                                                       |                                                       |                                                       |                                                       |                                                       |                                                       |                                                       |

Höstdagjämningen inträffar när solskivans centrum passerar gränsen mellan norra och södra himmelssfären, det vill säga passerar himmelsekvatorn på väg mot söder. Punkten på himmelsekvatorn där passagen sker kallas höstdagjämningspunkten. Vid höstdagjämningen är natten nästan lika lång som dagen överallt på jordytan; att dagen fortfarande är något längre beror på refraktion genom luftens ökande täthet närmare jordytan. Detta kröker horisonten så att gryning och skymning varar längre än om det inte hade funnits någon atmosfär.
På norra halvklotet infaller den i september och på södra halvklotet infaller den i mars (samtidigt som vårdagjämningen på norra halvklotet).

## Beskrivning

Solens upp- och nedgång sker när solskivans överkant tangerar den "skenbara" horisonten.

Vid 60 graders latitud går solen upp i 30 graders vinkel mot horisonten, vilket innebär att jorden roterar dubbelt så långt (100' i stället för 50') som vid ekvatorn vilket gör skillnaden i tid till den dubbla. Dagen är således tolv timmar och 14 minuter vid dagjämningarna. Den blå linjen representerar horisonten om jorden saknat atmosfär (d.v.s. jordytans tangentialplan), medan den röda linjen representerar den "skenbara" horisonten som skapas genom refraktionen. Därtill kommer solens skenbara radie. I Stockholm, som ligger på ungefär 60° N är därför dag och natt först liklånga den 25-26 september.

Höstdagjämningen är inte en dag, utan en ögonblicklig händelse. Den inträffar vid en bestämd tidpunkt, vid olika klockslag på skilda ställen på jorden beroende på i vilken tidszon man befinner sig. På grund av skottårscykeln varierar tidpunkten för höstdagjämningen, varför den på norra halvklotet kan inträffa antingen den 22 eller 23 september.
Dag och natt är inte exakt lika långa vid höstdagjämningen . Detta förhållande inträder något dygn senare. Det beror dels på ljusets böjning i atmosfären, den så kallade refraktionen. Refraktionen innebär att solen kan lysa på lite mer än halva jorden på en gång. Det medför att dagen blir längre och natten kortare än den annars skulle ha varit. Refraktionen medför också att dag och natt är lika långa något dygn före vårdagjämningen. Dels beror det på att solens upp- och nedgång räknas från det ögonblick då solskivans överkant bryter horisonten, vilket inträffar något tidigare på morgonen (och senare på kvällen) än när solens mittpunkt bryter horisonten. Den sammanlagda effekten av refraktionen och att solen ses som en skiva och inte som en punkt gör att solens upp- och nedgång sker när solens mittpunkt ligger cirka 50 bågminuter under jordytans tangentialplan. Vid ekvatorn, där solen går upp i rät vinkel mot horisonten, innebär detta att dagen är tolv timmar och sju minuter lång vid höstdagjämningen. Närmare polerna ökar dagslängden alltmer vid dagjämningarna, eftersom solen går upp/ner i allt flackare vinkel ju närmare polerna man kommer.
Dagarna omkring höstdagjämningen går solen upp rakt i öster, och omkring tolv timmar senare går den ner rakt i väster. Dagarna kring höstdagjämningen är ungefär lika långa över hela jorden förutom vid nord- och sydpolen där solen går ner vid respektive höstdagjämning och sedan befinner sig under horisonten till vårdagjämningen.